# Johanneskirche (Saalfeld)

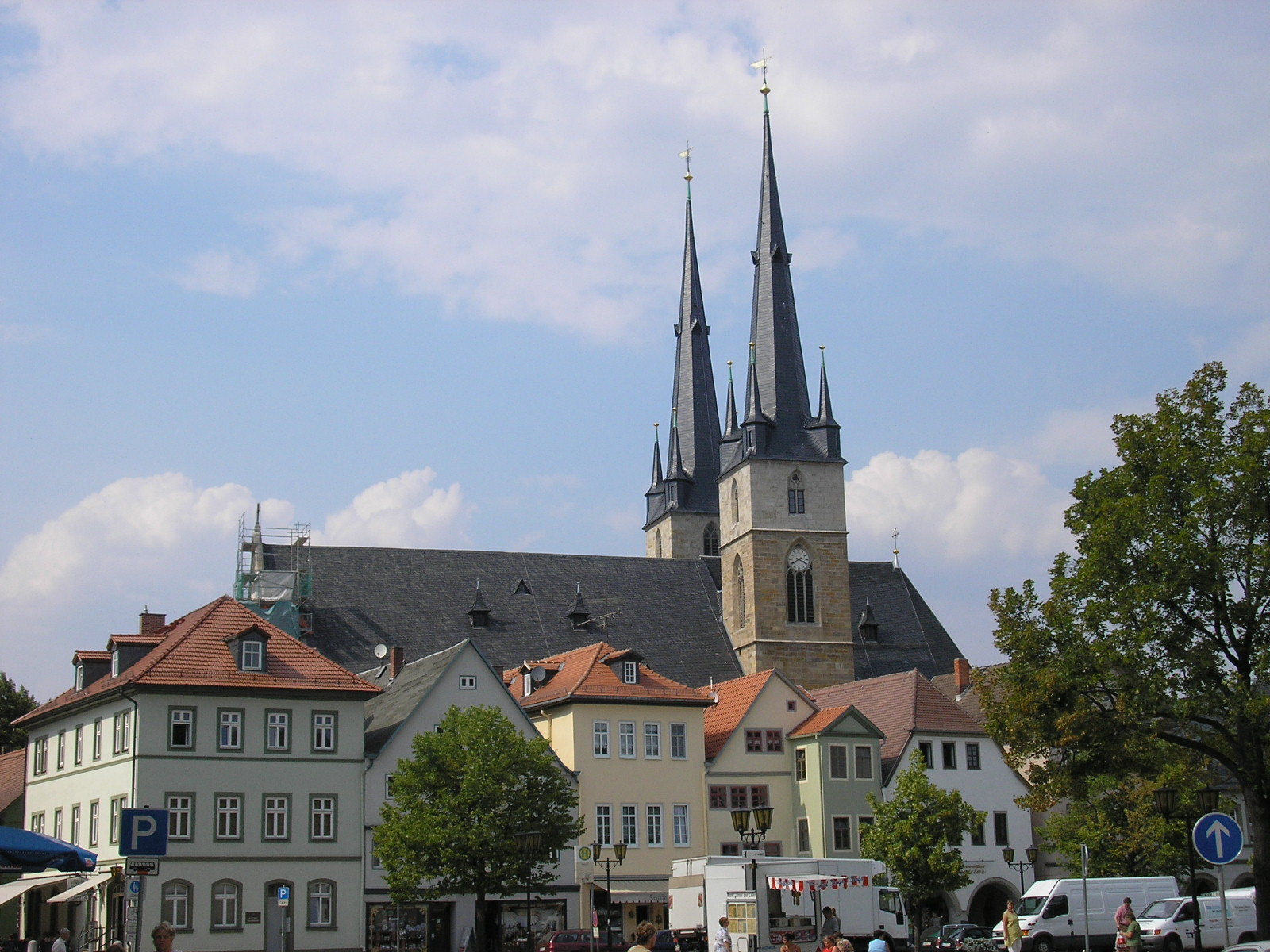
Blick vom Markt auf die Johanneskirche

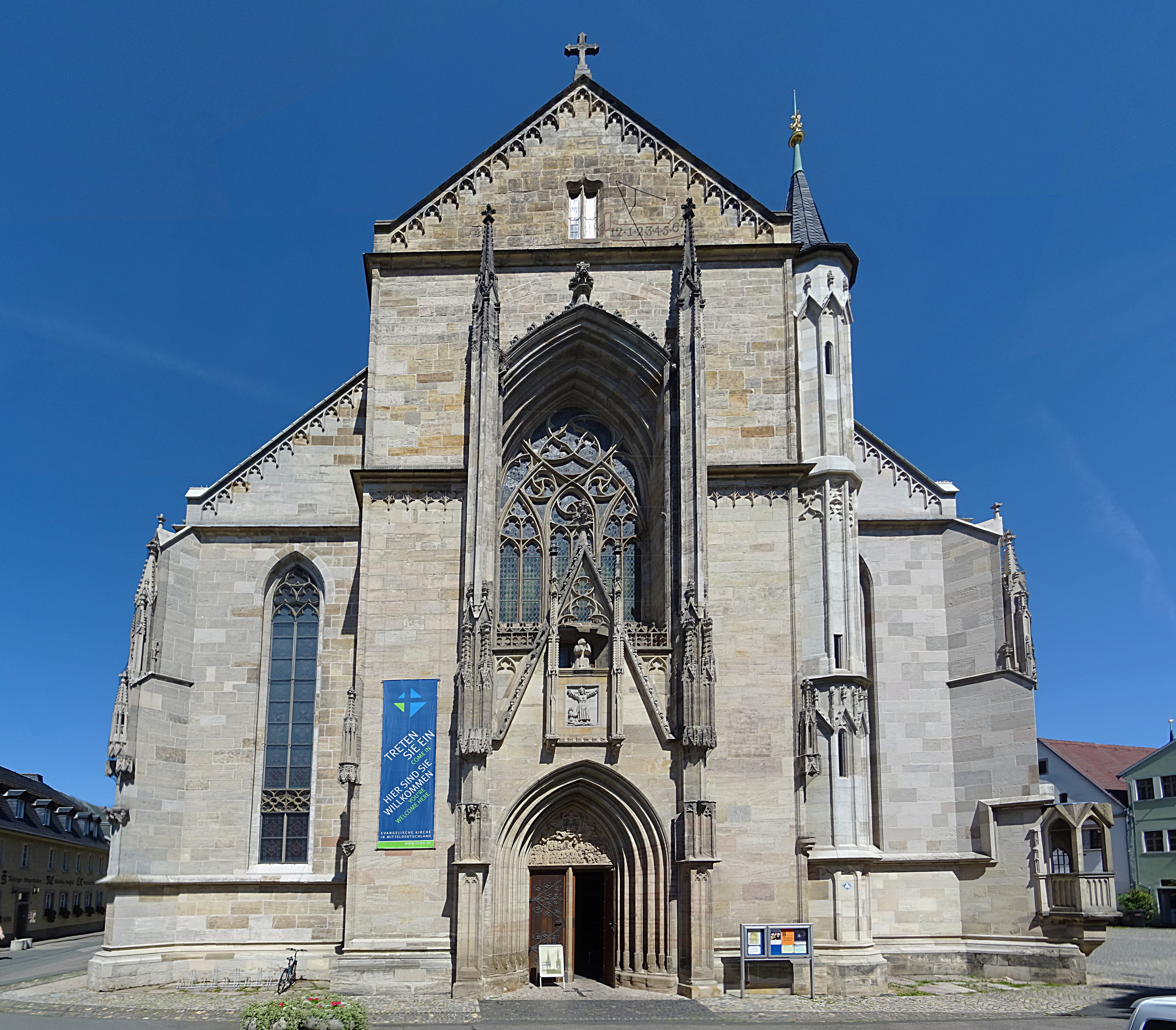
Westportal

Die Johanneskirche ist die Stadtkirche von Saalfeld im Südosten Thüringens. Sie gehört zu den bedeutendsten Kirchbauten in Thüringen. Sie ist die größte Hallenkirche im Freistaat und steht auf einem Hügel über der Saale in der Altstadt von Saalfeld in unmittelbarer Nähe zum Marktplatz. Ihre beiden 64 Meter hohen Türme sind weithin sichtbar.

## Geschichte

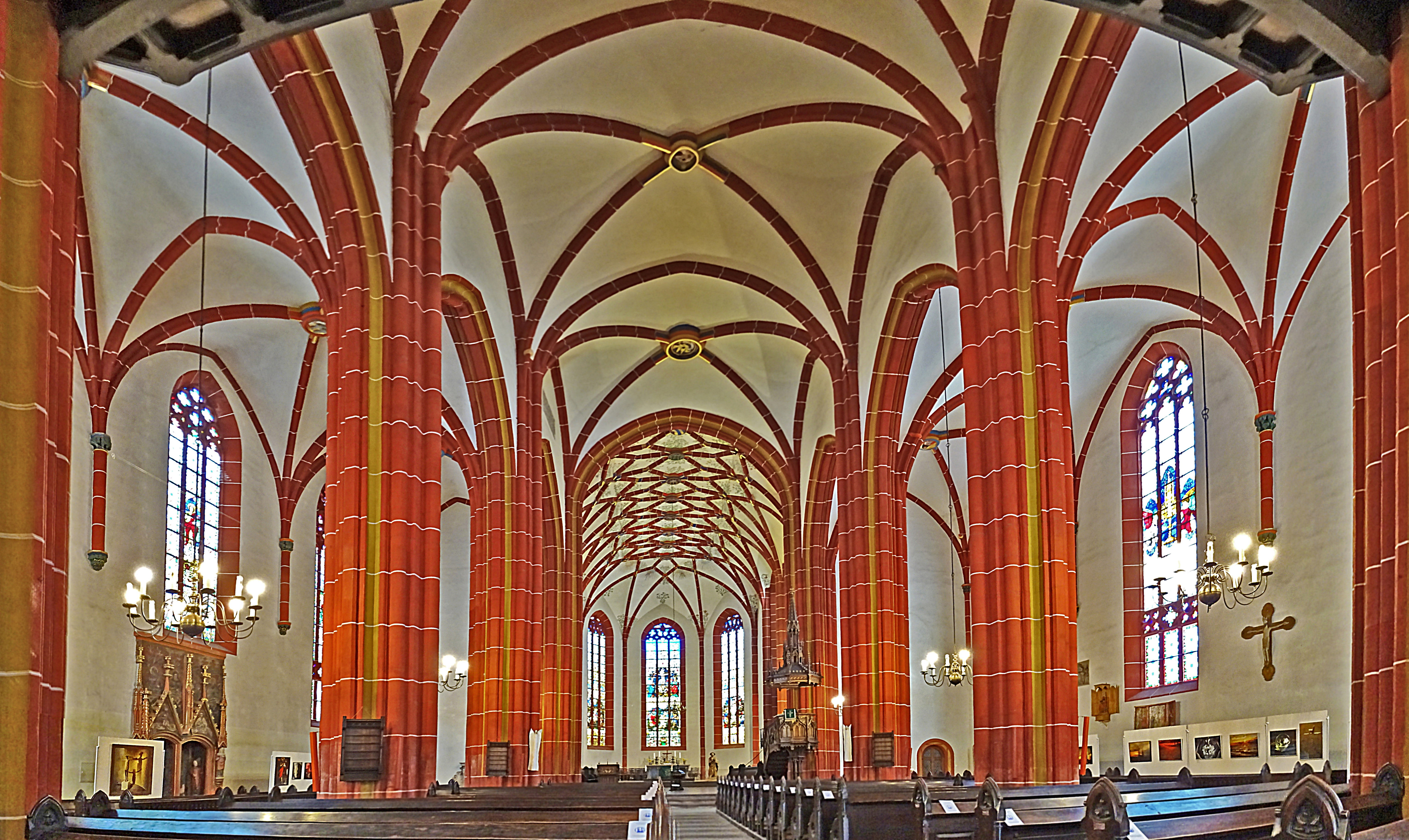
Innenraum-Panorama

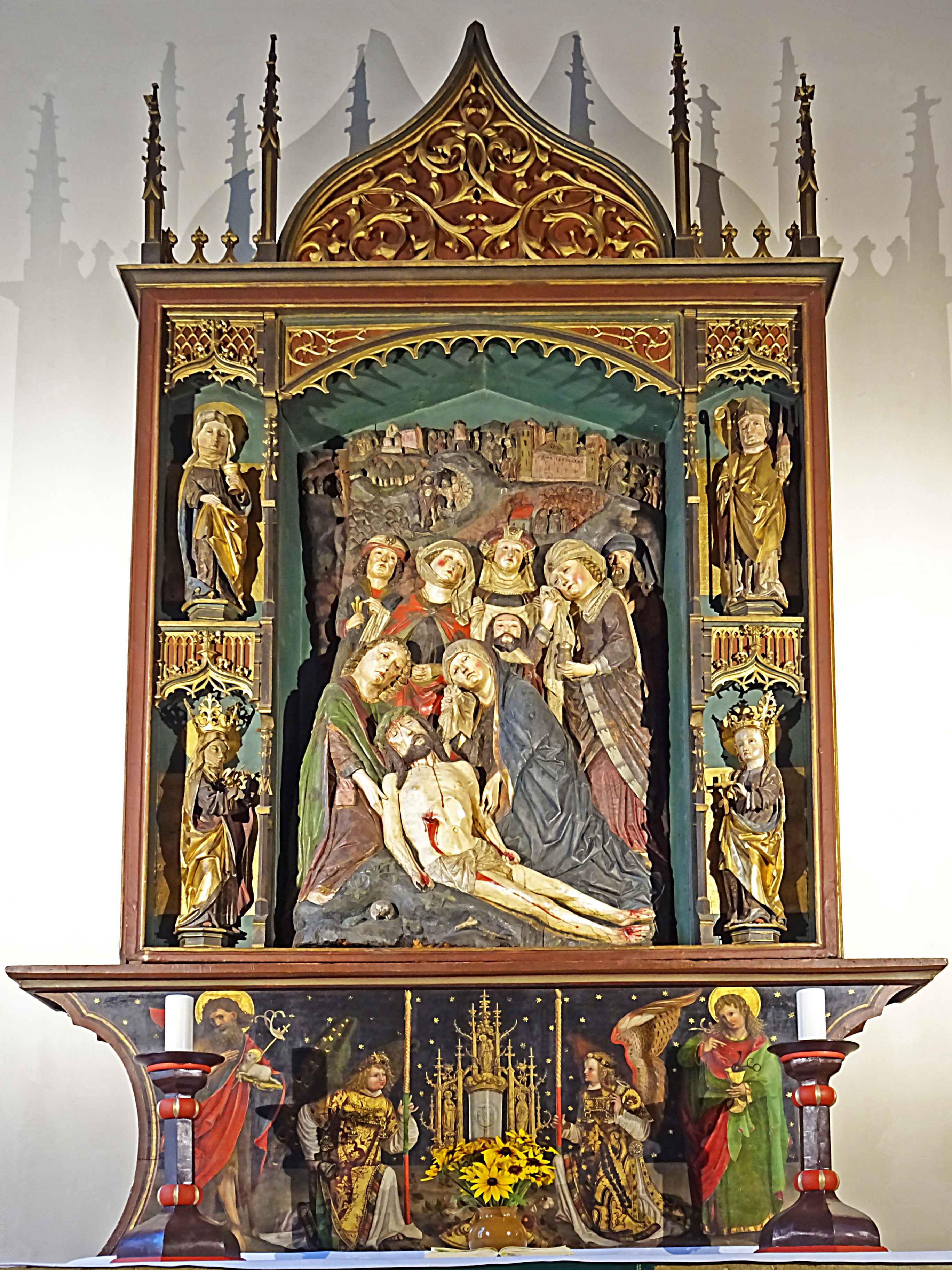
Schnitzaltar in der Veronikakapelle

Nachdem ein romanischer Vorgängerbau im Jahr 1314 niedergebrannt war, wurde die heutige gotische Johanneskirche in der Zeit zwischen 1380 und 1514 erbaut. Die Mittelschiffsgewölbe wurden zwischen 1449 und 1456 eingezogen; das Chorgewölbe ist inschriftlich auf 1514 datiert. Die Reformation wurde 1524 in Saalfeld und damit auch in der Stadtkirche eingeführt. Caspar Aquila wurde im Jahr 1528 erster Superintendent.
Als Saalfeld Ende des 17. Jahrhunderts Landeshauptstadt von Sachsen-Saalfeld war, diente die Krypta unter der Kirche als Gruft der Herzöge. Eine neue Orgel mit Zinkpfeifen wurde 1714 eingeweiht.
Zwischen 1891 und 1894 wurde die Kirche von außen umfassend saniert. Dabei erhielt der Kirchturm neue Turmspitzen, die etwas höher sind, als es die alten waren. Im April 1945 zersplitterten zwei Fenster im Hohen Chor durch Bomben- oder Artillerie-Einwirkung. Eine Innensanierung der Kirche erfolgte im Jahr 1983.
Zwischen dem 28. Februar und 25. März 1950 wurden vom damaligen Kantor Walter Schönheit (1927–1985) der Oratorienchor, die Thüringer Sängerknaben und der Mädelchor Saalfeld gegründet. Die drei Chöre bestehen bis in die Gegenwart.
Nach der Wende konnten weitere Erneuerungen vorgenommen werden. Das Gotteshaus dient der evangelisch-lutherischen Kirchgemeinde Saalfelds als Ort für Gottesdienste und andere Veranstaltungen.

## Architektur
Die Stadtkirche Saalfeld ist eine spätgotische dreischiffige, vierjochige Stufenhalle mit einem einschiffigen Chor mit Chorflankentürmen und einem unfertigen Westturm, der in das westliche Joch eingestellt ist. Der etwas breitere Chor schließt im Osten mit drei Seiten eines Sechsecks und wird von einem reichen Netzgewölbe überdeckt. Nach Nordosten schließt sich eine Sakristei an den Chor an, die mit einem Gewölbe aus Dreistrahlfiguren überspannt wird.
Der Raumeindruck im Innern wird durch die mächtigen, kämpferlosen und reich profilierten Langhauspfeiler und den spitzbogigen Triumphbogen bestimmt. Zwischen den Turmpfeilern ist eine steinerne Empore mit Maßwerkgewölben eingespannt. Schlanke Spitzbogenfenster mit reichem Maßwerk erhellen das Innere der Kirche.
Das Äußere der Kirche ist reich verziert. Die Strebepfeiler sind mit Konsolen, Baldachinen und Fialen verziert. Über dem Westportal vor dem Westfenster mit reichem spätgotischem Maßwerk ist ein Altan errichtet. Von den drei Portalen haben das West- und das Südportal mit Figuren geschmückte Tympana. Die Einzelformen stehen unter dem Einfluss der Parler-Schule. An der Südwestecke der Kirche ist eine bauzeitliche Außenkanzel angebracht, die bei der Restaurierung im Jahr 1985 vollständig erneuert wurde.

## Ausstattung
Im Rahmen der Sanierung und eines teilweisen Umbaus der Kirche in den Jahren 1890 bis 1894 ersetzte man die bis dahin vorhandene barocke Ausstattung zum überwiegenden Teil durch eine neogotische. Für diese Neugestaltung lieferte Holzbildhauer Gustav Kuntzsch, Wernigerode, den Altar, die Kanzel, ein Lesepult und einen Taufständer.
Der Altar wurde vor dem II. Weltkrieg entfernt; der Verbleib ist nicht bekannt.
In der Nordwand der Kirche ist ein architektonisch gefasstes Heiliges Grab eingebaut, das den liegenden Leichnam Christi mit den drei Marien zeigt. Der Altar wurde 1510 von dem Meister Gottwald von Lohr gearbeitet und besteht nur noch aus dem Mittelschrein mit der Reliefdarstellung der Grablegung Christi und der Predella. Von einem weiteren Altar dieses Meisters hat sich eine Darstellung Johannes‘ des Täufers bis in die Gegenwart erhalten.
Einige Glasmalereien von 1514 aus dem Chor wurden zwischen 1891 und 1894 in den Fenstern der Seitenschiffe angebracht. Besonders hervorzuheben ist die Darstellung zweiter Engel mit Monstranz, welche sich im südlichen Seitenschiff befindet. Die prächtige Darstellung der Eucharistie findet sich in der Glasmalerei selten und geht hier wohl auf einen Entwurf Hans von Kulmbachs zurück.

### Glocken
In den beiden Türmen befinden sich insgesamt sechs Glocken aus den Jahren 1500, 1353, 1965, 1965, 1965 und 1713. Sie verteilen sich auf drei Glockenstuben. Die größte der sechs Glocken ist die Fest- oder Feuerglocke; sie hat ein Gewicht von 3,05 Tonnen. Ihren Namen erhielt sie, weil sie bei Ausbruch eines Feuers die Bürger der Stadt warnen soll, sie fand jedoch ebenfalls zu kirchlichen Anlässen und Festen Verwendung und war in die Liturgie des Gottesdienstes fest integriert. Bei Feuer wurde sie von Hand angeschlagen und bis Anfang der 1930er Jahre hierfür genutzt. Die lateinische Inschrift der Glocke lautet: A. D. MCCCCC Consolor viva, fleo mortua pello nociva * Sancte Johannes ora pro nobis deo („Im Jahr des Herrn 1500. Ich tröste das Lebende, beweine das Tote, vertreibe das Schädliche. Heiliger Johannes, bitte Gott für uns“).

### Orgeln

#### Hauptorgel
Die Orgel auf der Westempore wurde 1894 von Wilhelm Sauer (Frankfurt/O.) als Opus 624 erbaut. Der Prospekt (gebaut vom Hofmaler Ziegenspeck) der Vorgängerorgel von Johann Georg Fincke aus dem Jahre 1708 blieb dabei erhalten und wurde zur Vergrößerung der Musikerempore einige Meter nach hinten versetzt. In den 1930er Jahren fanden einige Umbauten statt, bei denen der heutige Spieltisch entstand sowie Umdisponierungen im Sinne der Orgelbewegung vorgenommen wurden. 1996 wurden diese durch die Orgelbaufirma Rösel & Hercher (Saalfeld) rückgängig gemacht, und unter Rekonstruktion von 16 Registern der historische Zustand wiederhergestellt. 2021 bis 2022 fand eine erneute Restaurierung durch die Firma Scheffler statt. Das Instrument hat 49 Register auf bis zum Gehäuse pneumatisch angesteuerten mechanischen Kegelladen. Es zählt zu den schönsten Orgeln Thüringens und wird von namhaften Organisten geschätzt.

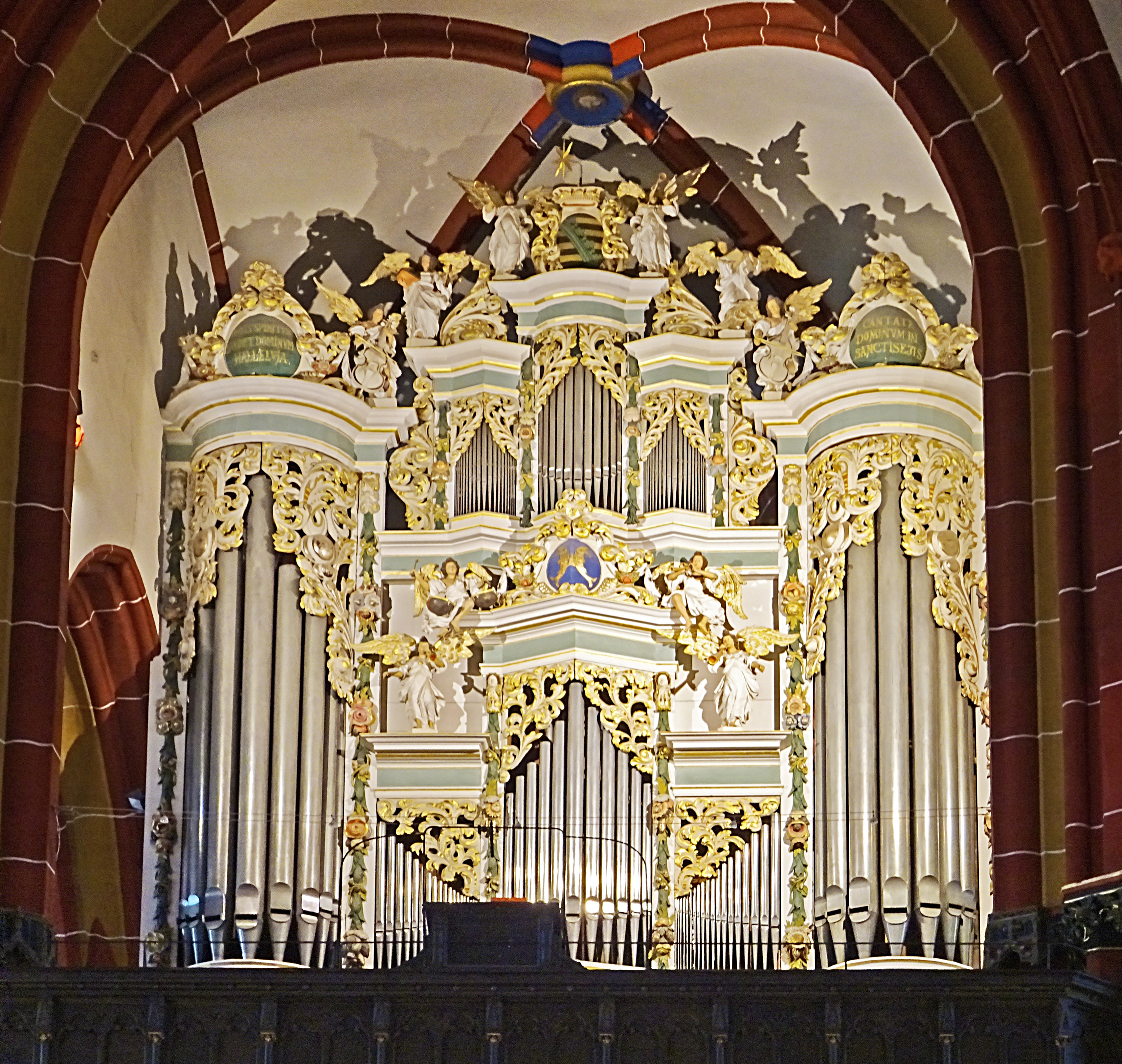
Orgelprospekt

| I Hauptwerk C–f3 |                  |     |
| 1.               | Prinzipal        | 16′ |
| 2.               | Bordun           | 16′ |
| 3.               | Prinzipal        | 8′  |
| 4.               | Gemshorn         | 8′  |
| 5.               | Gedackt          | 8′  |
| 6.               | Gamba            | 8′  |
| 7.               | Flûte harmonique | 8′  |
| 8.               | Quintatön        | 8′  |
| 9.               | Oktave           | 4′  |
| 10.              | Rohrflöte        | 4′  |
| 11.              | Rauschquinte II  |     |
| 12.              | Oktave           | 2′  |
| 13.              | Mixtur III       |     |
| 14.              | Cornett II-V     |     |
| 15.              | Trompete         | 8′  |

| II Oberwerk C–f3 |                   |     |
| 16.              | Quintatön         | 16′ |
| 17.              | Prinzipal         | 8′  |
| 18.              | Spitzflöte        | 8′  |
| 19.              | Salicional        | 8′  |
| 20.              | Dulciana          | 8′  |
| 21.              | Rohrflöte         | 8′  |
| 22.              | Oktave            | 4′  |
| 23.              | Flauto dolce      | 4′  |
| 24.              | Oktave            | 4′  |
| 25.              | Progressio II-III |     |
| 26.              | Clarinette        | 8′  |

| III Schwellwerk C–f3 |                       |     |
| 27.                  | Gedackt               | 16′ |
| 28.                  | Geigenprinzipal       | 8′  |
| 29.                  | Konzertflöte          | 8′  |
| 30.                  | Liebl. Gedackt        | 8′  |
| 31.                  | Aeoline               | 8′  |
| 32.                  | Voix celestis         | 8′  |
| 33.                  | Schalmei              | 8′  |
| 34.                  | Traversflöte          | 4′  |
| 35.                  | Quintatön             | 4′  |
| 36.                  | Fugara                | 4′  |
| 37.                  | Harmonia aeth. II-III |     |
| 38.                  | Oboe                  | 8′  |

| Pedal C–f1 |              |     |
| 39.        | Kontrabaß    | 32′ |
| 40.        | Prinzipalbaß | 16′ |
| 41.        | Subbaß       | 16′ |
| 42.        | Violon       | 16′ |
| 43.        | Oktavbaß     | 8′  |
| 44.        | Bassflöte    | 8′  |
| 45.        | Violoncello  | 8′  |
| 46.        | Oktave       | 4′  |
| 47.        | Posaune      | 16′ |
| 48.        | Trompete     | 8′  |
| 49.        | Clarine      | 4′  |

#### Orgel der Veronikakapelle
Das Orgelpositiv in der Veronikakapelle wurde 1939 von der Firma Sauer als Opus 1625 gebaut. Während der Restaurierung der Hauptorgel diente sie der Gemeindebegleitung und war dafür im Chorraum aufgestellt.
| Manual C–f3 |                            |    |
| 1.          | Gedackt                    | 8′ |
| 2.          | Rohrflöte                  | 4′ |
| 3.          | Prinzipal (Bass/Diskant)   | 2′ |
| 4.          | Scharff III (Bass/Diskant) |    |

#### Truhenorgel
Zur Begleitung der Chöre und zum Continuospiel wurde von Andreas Rösel (Saalfeld) eine Truhenorgel gebaut. Die drei Register stehen alle auf einer geteilten Lade. Die Orgel ist mit einer Mechanik ausgestattet, die es erlaubt, sie einen Halbton nach oben bzw. nach unten zu transponieren.
| Manual C–f3 |           |    |
| 1.          | Gedackt   | 8′ |
| 2.          | Principal | 4′ |
| 3.          | Octave    | 2′ |